# Положко-Кумановска епархия
Положко-Кумановската епархия (на македонска литературна норма: Полошко-кумановска епархија) е бивша епархия на Македонската православна църква и съществувала до юни 2013 г. Обхващала е северозападната и североизточната част от страната. Начело на епархията от 1971 г. е митрополит Кирил. След смъртта му през юни 2013 година епархията е закрита и диоцезът ѝ е разделен между две нови епархии – Кумановско-Осоговската и Тетовско-Гостиварската, като малка част е присъединена към Скопската епархия.
Положко-Кумановска епархия от 2004 до 2023 година е и епархия на каноничната православна църква на територията на Северна Македония – Православната охридска архиепископия под управлението на митрополит Йоаким Положко-Кумановски.
Епархията се състои от пет архиерейски наместничества, в които има 202 църкви, 28 манастира, 54 параклиса и 194 местности, в които са поставени кръстове.
- Архиерейско наместничество Тетово: 72 църкви, 10 манастира, 6 параклиса и един кръст.
- Архиерейско наместничество Гостивар: 45 църкви, 6 манастира, 20 параклиса и 4 кръста.
- Архиерейско наместничество Куманово: 60 църкви, 8 манастира, 12 параклиса и 120 кръста.
- Архиерейско наместничество Кратово: 12 църкви, 3 манастира, 9 параклиса и 19 кръста.
- Архиерейско наместничество Крива паланка: 13 църкви, един манастир, 7 параклиса и 50 кръста.

Сериозен проблем епархията има с огромните разрушения и щети, които претърпяват християнските светилища по време на междуетническата криза през 2001 г. В това време са ограбени, осквернени и опожарени около тридесетина църкви и няколко манастира, между които и Лешочкият манастир, който е взривен и разрушен, както и манастирът на „Успение Богородично“ в село Матейче.
Известни манастири и църкви на територията ѝ са:
- Карпински манастир, село Орах;
- Лешочки манастир „Свети Атанасий“;
- Осоговски манастир, Крива паланка;
- Манастирска църква „Свети великомъченик Георги“, село Старо Нагоричане, Кумановско;
- Манастирска църква „Свети Никола“, село Псача, Крива паланка;
- Манастирска църква „Успение на Пресвета Богородица“, Матейче